# 神野梓
神野 梓（じんの あずさ、1998年9月9日 - ）は日本の女性タレント、アングラーズアイドル・YouTuber・ダンサー。

## 略歴
2008年（10歳）の時にavexのダンスボーカルユニットに参加し、アイドルとして活動を開始した。
2008年にEXILEの所属する事務所・LDHのダンススクールEXPGの特待生となり、本格的にダンス活動も開始した。
アイドルをしながらEXILEやE-girlsのバックダンサーを5年間ほど務めるようになる。
2018年（20歳）のときにはダンス大会のレジェンド東京全国ダンス大会に出場し、国内トップダンサーに選ばれる。 
2019年（21歳）にはダンスアジア大会で2位となり、中京高等学校と南山大学のダンス講師に就任した。
2020年に15年以上続けたダンス活動無期限休止して、広告代理店に就職した。
2021年、釣りメインのチャンネル「YouTube あずあずチャンネル」を開設した。動画配信3ケ月でチャンネル登録者数1万人を達成した。
2021年に広告代理店の仕事を辞め、本格的に釣りユーチューバー兼タレントとして活動を開始した。

### 13代目アングラーズアイドル
父親が釣り好きだったことをきっかけに釣りをするようになるが、本格的というより遊び感覚である。釣り場は海で2021年までは淡水での釣り経験はなかった。
2022年1月23日に行われた一般社団法人日本釣用品工業会がプロデュースする釣り業界のイメージガールオーディションに参加する。第13代アングラーズアイドルに輝く。
2023年3月にソルトルアーメーカーの『BLUE BLUE』とアンバサダー契約を結ぶ。

## 人物
- 釣りの道具は父親のを借りている。
- 父親と月に1・2回ほど釣りにいく。
- 一番釣った魚はうなぎで、基本は海での釣り。
- 釣りに1人では行ったことはない。
- 視聴者の95％は男性で釣り好きユーザー。